# Miloš Zidanšek
Miloš Zidanšek - Vencelj, slovenski politični delavec, komunist, partizan, prvoborec in narodni heroj, * 12. september 1909, Straža na Gori pri  Dramljah, † 6. februar 1942, Hribarjevo, Velike Bloke.

## Življenje
Zidanšek (partizansko ime Vencelj; tudi Zdravko) se je rodil v dninarski družini kot najmlajši med petimi otroki. Po končani osnovni šoli se je izučil za peka. Delal je v Mariboru, dokler ni bil vpoklican v starojugoslovansko vojsko. 1932 se je zaposlil kot pek, nato pa kot skladiščnik v hotelu Palace v Zagrebu. Tu se je 1933 včlanil v KPS. 21. januarja 1936 je bil aretiran zaradi revolucionarnega delovanja in obsojen na 2 leti zapora, ki ga je preživel v Sremski Mitrovici in Mariboru. V zaporu je spoznal številne komuniste. 26. januarja 1938 je bil izpuščen in je ostal v Mariboru, kjer je postal sekretar okrožnega komiteja KPS in tajnik sindikata živilskih delavcev. Sodeloval je na prvi konferenci KPS med 17. in 18. aprilom 1938, kjer se je srečal s Titom. Zaradi te udeležbe je bil 4. junija istega leta obsojen na 4 mesece zaporne kazni. 
Udeležil se je tudi 5. državne konference KPJ v Zagrebu leta 1940, kjer je bil izvoljen za kandidata za člana CK KPJ. 
Pred agresijo na Jugoslavijo se je 6. aprila 1941 pridružil prostovoljcem. Čez teden se je vrnil v Maribor, kjer je ustanovil vojno-revolucionarni komite. 22. junija 1941 je postal član Glavnega štaba NOV in POS. Nato je do konca 1941 sodeloval pri ustanovitvi različnih partizanskih enot na Štajerskem. Januarja 1942 je postal poveljnik Šercerjevega bataljona (III. bataljon L. Šercer), ki se je tedaj zadrževal na Kožljeku (Notranjska), pozneje pa na Blokah blizu Verda. Februarja 1942 je vodil bataljonov napad na železniško postajo Verd. V spopadu z Italijani na Hribarjevem 6. februarja 1942 je padel; Italijani so ga 7. februarja pokopali na pokopališču pri Fari (blizu Nove vasi).  
Po njem se je aprila 1942 poimenovala Rakovška četa v Bataljon M. Zidanška. Januarja 1944 pa je bila po njem imenovana 11. slovenska narodnoosvobodilna brigada »Miloš Zidanšek«. 
Za prispevek v NOB je bil 20. decembra 1951 razglašen za narodnega heroja.